# アイッサ・ライドゥニ
アイッサ・ビラル・ライドゥニ（Aïssa Bilal Laïdouni、1996年12月13日 - ）はフランス・モンフェルメイユ出身のチュニジア系フランス人サッカー選手。アル・ワクラSC所属。ポジションはMF。チュニジア代表。

## 経歴
アンジェSCOに所属し、2016年4月2日のトロワAC戦でデビュー。
2021年4月20日、フェレンツヴァーロシュTCにてリーグ優勝を経験した。
2023年1月27日、ブンデスリーガの1.FCウニオン・ベルリンと契約した。
2024年7月12日、アル・ワクラSCに移籍した。

### 代表
フランスに生まれ、アルジェリアとチュニジアの血を引いている。
A代表はチュニジアを選択し、2021年3月25日のリビヤ代表戦でデビュー。2022年11月には、2022 FIFAワールドカップにも出場した。

## 代表歴

### 出場大会
- チュニジア代表
  - 2022 FIFAワールドカップ

### 試合数
- 国際Aマッチ 38試合 2得点（2021年-）[7]

| チュニジア代表 | 国際Aマッチ | 国際Aマッチ |
| 年             | 出場        | 得点        |
| -------------- | ----------- | ----------- |
| 2021           | 11          | 1           |
| 2022           | 17          | 0           |
| 2023           | 10          | 1           |
| 2024           |             |             |
| 通算           | 38          | 2           |

## タイトル

### クラブ
フェレンツヴァーロシュ
- ネムゼティ・バイノクシャーグI : 2回 (2020-21, 2021-22)
- マジャル・クパ : 1回 (2021-22)